# Церковь Святой Екатерины (Петрово)

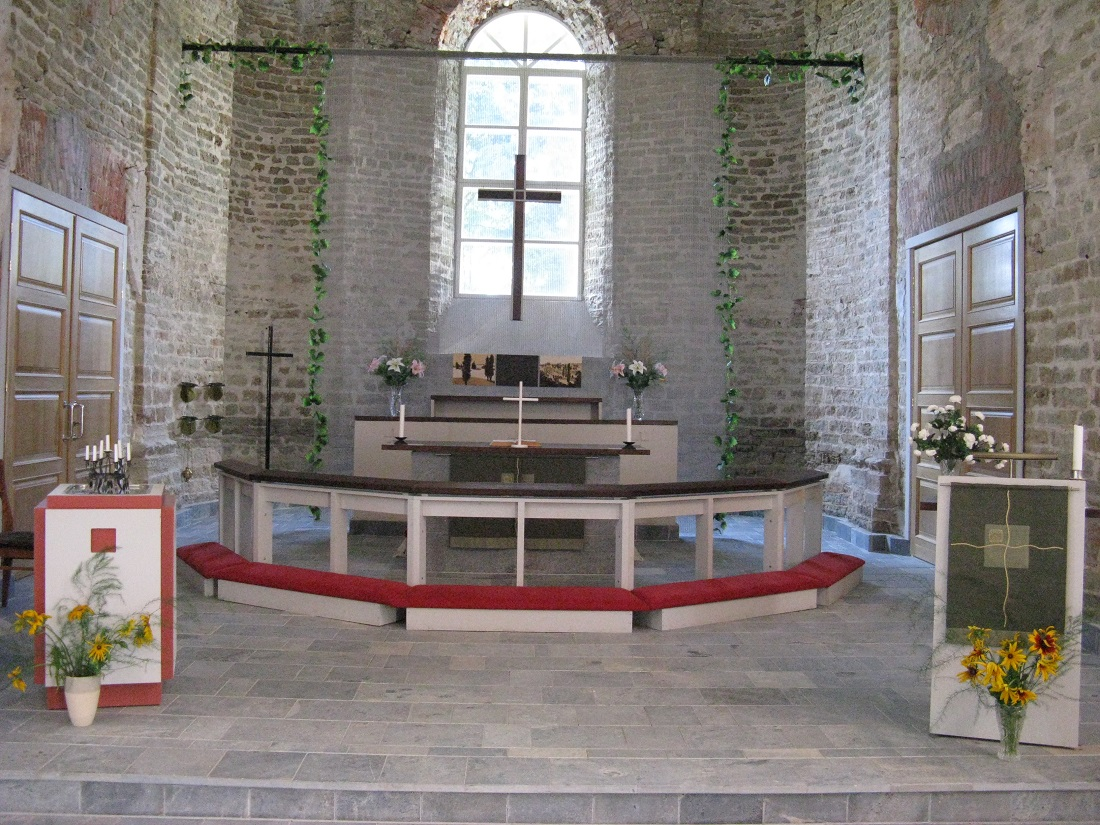
Алтарь кирхи святой Екатерины в Петрове

Церковь Святой Екатерины — лютеранский храм в деревне Петрово Гатчинского района Ленинградской области, центр прихода Скворица (фин. Skuoritsa) Евангелическо-лютеранской церкви Ингрии.

## История
Лютеранский Скворицкий приход был основан в 1624 году по приказу шведского короля Густава II Адольфа. Он был образован из северной части прихода Тяякели (фин. Tääkeli) и являлся регальным (королевским), так как выбор настоятеля в нём осуществлялся королём, из южной части был образован приход Спанккова.
В Староскворицкой мызе, в деревне Петрово, была построена первая, деревянная кирха и пасторат. Пастором был назначен уроженец шведской провинции Вермланд, Эрландус Йоне Йерне (швед. Erlandus Jonae Hjärne).
Паству составляли, переселённые сюда шведской администрацией после заключения Столбовского мира, савакоты из южных областей Финляндии (25 %) и эвремейсы с северной части Карельского перешейка (75 %).
В середине XVII века в помощь пастору был придан капеллан, сначала на эту должность был назначен Хенрикус Маттие (1640—1650), затем Эрикус Нерингиус (1650—1656), а затем — Йоханнес Сидериус.
В 1681 году, так как население прихода постоянно росло, приход получил третьего пастора, им стал Хенрикус Хиерониус. Позднее, после окончания Северной войны в приходе вновь остался один священник.
Вторая деревянная кирха была построена в Новоскворицкой мызе, в одной версте от деревни Петрово в 1762—1763 годах.
Постройка получилась неудачной, она быстро обветшала и была снесена в 1833 году, а в 1834 году по приказу императора Николая I между Старыми и Новыми Скворицами началось строительство новой, каменной кирхи.
В это время Скворицкий приход был уже империальным, то есть настоятелей в него назначал император, он же и оплатил строительство церкви.
Строительством руководил главный архитектор Гатчины Алексей Михайлович Байков. Кирха возводилась в классицистическом стиле по проекту Д. И. Квадри, подрядчиком был К. Ф. Кузнецов, резные и позолотные работы исполнил мастер Фёдоров, иконы написал академик живописи Д. И. Антонелли.
Строительство новой каменной церкви на 1400 человек было завершено в 1839 году, её освятили во имя Святой Екатерины.
Первый орган в Скворицкой кирхе установил в 1841—1842 годах немецкий мастер Бухерт, работавший в то время в Петербурге, на то время, это был самый большой орган в Ингерманландии. Отапливалась кирха изразцовыми печами голландского образца, освещалась большими люстрами.
В 1883—1886 годах в здании был сделан капитальный ремонт. Отремонтированная Скворицкая кирха считалась самой красивой в Ингерманландии. Алтарная картина была посвящена воскресению Христа, ниже её находилась копия фрески Леонардо да Винчи Тайная вечеря.
В 1864 году настоятелем Грюндстрёмом была открыта первая в приходе Скворицкая двухклассная народная школа. Учебными предметами были Закон Божий, чтение и письмо на финском и русском языках, арифметика и пение. Учениками были 50 мальчиков. Школа не имела собственного здания, оплачивать работу учителей приход не мог, поэтому настоятель Грюндстрём сам безвозмездно преподавал Закон Божий, а его мать Энгла вела прочие предметы (финский и русский языки, письмо, арифметика, география, пение).
В 1865 году население прихода составляло 4821 человек. Приход входил в Восточно-Ингерманландское пробство.
В 1884 году настоятель Стефаниус Вирканен на собственные средства построил богадельню, он же, когда в 1885 году в Скворицком приходе начала работу воскресная школа, стал вести в ней обучение чтению, письму и лютеранскому катехизису. При церкви действовали библиотека, насчитывавшая около 3000 томов, на средства прихода содержались фельдшер и акушерка.
В 1896 году за рекой, в деревне Алапурская на участке в 27 га был построен новый пасторат из 10 комнат.
В 1899 году в Скворицком приходе прошёл первый ингерманландский песенный праздник.
В 1904 году в кирхе установили новый орган немецкой фирмы «Валькер» — один из самых больших в Ингерманландии.
В 1913 году в Скворицком приходе состоялся Первый всеингерманландский съезд христианской молодёжи.
В 1917 году население прихода составляло 8086 человек.
В 1925 году в помещениях бывшего пастората была организована школа крестьянской молодёжи, библиотека, клуб, интернат и квартиры преподавателей.
18 марта 1935 года с колокольни были сняты и переданы государству церковные колокола.
9 декабря 1937 года храм был закрыт, затем был сломан орган, а в июле того же года в здании церкви открылся клуб.
Работа храма возобновлялась во время немецкой оккупации в 1942—1943 годах. Здание сильно пострадало за годы войны.

### Современность
В 1980-е годы возникли планы реставрации здания, один из таких проектов был подготовлен архитектором В. М. Тихомировым.
В 1989 году в полуразрушенном здании церкви прошло первое в послевоенные годы богослужение.
14 января 1990 года Скворицкому приходу был передан участок площадью 2,5 га для строительства нового церковного здания. 23 февраля 1990 года вновь была зарегистрирована Скворицкая лютеранская община.
15 июня 1991 года в Скворицком приходе была возведена новая деревянная кирха барачного типа, подаренная финским приходом-побратимом Рауталампи. Новая кирха при освящении 11 августа 1991 года была названа церковью Воскресения. Богослужения совершаются по воскресеньям (в 10:30) и праздничным дням на финском и русском языках.
5 февраля 1994 года правление прихода создало строительную комиссию для управления работами по восстановлению храма.
В 2006 году кирха Святой Екатерины была частично восстановлена. Согласно проекту Пекки и Уллы Весамаа, для защиты исторических стен внутри здания церкви был возведён деревянный футляр.
В 2009 году была восстановлена колокольня со шпилем и крестом.
В 2012 году была завершена реставрация центральной части портала и убраны строительные леса. В настоящее время приход входит в Западно-Ингерманландское пробство. Работы по восстановлению церкви продолжаются.

## Прихожане
Приход Скворица (фин. Skuoritsa) включал в себя 84 деревни:

Акколово, Алапурская, Аропаккузи, Ахмузи, Большая Пудость, Большие Тайцы, Большие Туганицы, Большое Ондрово, Большое Рейзино, Воудилово, Вохконово, Вытти, Вяйзелево, Гяргино, Ивайзи, Истинка, Ихалайзи, Калязи, Кайнолайзи, Каргакуля, Кастино, Кемпелево, Кезелево, Кирлово, Колмолово, Корпиково, Коскелайзи, Котельниково, Коугия, Куйдузи, Куприяновка, Кямяря, Лайдузи, Лунзики, Лядрино, Малая Ивановка, Малая Истинка, Малая Оровка, Малая Пудость, Малкино, Малое Ондрово, Малое Пегелево, Малое Рейзино, Малые Тайцы, Малые Туганицы, Метиайзи, Мотчино, Мультия, Мута-Кюля, Муттолово, Нелли, Новая Пудость, Новая Пурская, Новые Низковицы, Ноузьяне, Оровка, Пегелево, Педлино, Пекколово, Пеллиля (Пелля), Переярово, Петрово, Пеушалово, Питкелево, Подберезье, Покизен-Пурская, Пудость Себякюля, Пунколово, Репузева, Руотсила, Рятонкюля, Ряхмози, Скворицы, Сокколово, Старицы, Старые Низковицы, Стефиня, Терволово, Тикансало, Тихвинка, Турдия, Тусколово, Шепелево, Юля-Пурская.

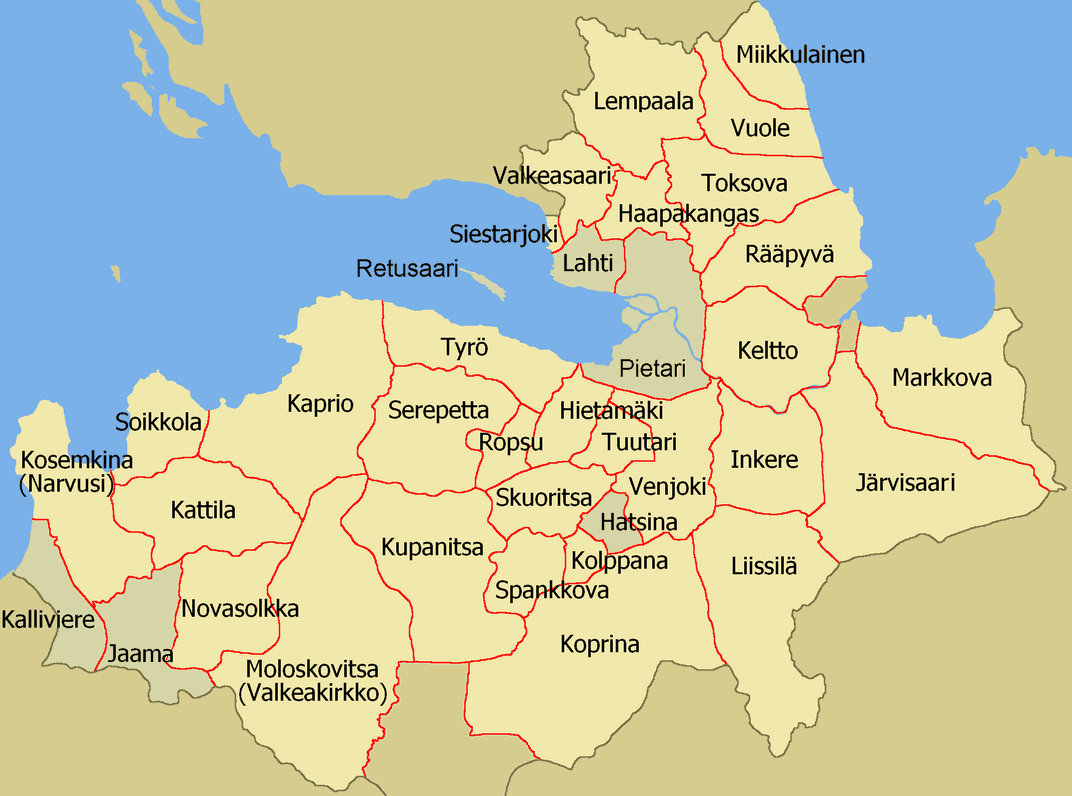
Карта приходов Церкви Ингрии (1930-е годы)

Изменение численности населения прихода Скворица с 1842 по 1919 год:

## Известные уроженцы
- Томас Йерне (швед. Tomas Hjärne) (1638—1678) — шведский историк
- Урбан Йерне (швед. Urban Hjärne) (1641—1724) — шведский химик и медик[11][12]
- Теппо Самооя[фин.] (фин. Teppo Samooja) (1890—1978) — финский писатель, доктор философии[13]

## Духовенство
| Настоятели прихода | Настоятели прихода                              |
| Даты               | Пастор                                          |
| ------------------ | ----------------------------------------------- |
| 1624—1643          | Эрландус Йерне                                  |
| 1643—1686†         | Абрахамус Беронис Тёрне                         |
| 1686—1690†         | Мартинус Преен                                  |
| 1691†              | Юнас Ретцелиус                                  |
| 1693—1696†         | Бенедиктус Олай Элгфут                          |
| 1696—1703          | Якобус Рунгиус                                  |
| 1707—1708          | Маттиас Сиггониус (пастор)                      |
| 1724               | Аксель Брумерус (пастор)                        |
| 1730—1755†         | Симон Лайнберг (настоятель)                     |
| 1757—1759          | Эрик Делин (адъюнкт, и. о. пастора)             |
| 1759—1775†         | Лаурентиус Ротовиус мл. (настоятель)            |
| 1770               | Эрнст Клёф (адъюнкт, и. о. пастора)             |
| 1776—1786†         | Хенрик Форсандер (настоятель)                   |
| 1780               | Карл Хелледаль (адъюнкт, и. о. пастора)         |
| 1787—1821†         | Исак Гранбаум (настоятель)                      |
| 1795               | Йохан Якоб Сёдербом (адъюнкт)                   |
| 1802—1807          | Фредрик Вилхелм Мальмстедт (адъюнкт)            |
| 1806               | Адольф Фредрик Гранбаум (адъюнкт)               |
| 1809—1812          | Адольф Фредрик Хронборг (адъюнкт)               |
| 1813               | Андерс Ренвалль (адъюнкт)                       |
| 1819—1821          | Петер Густав Авенариус (адъюнкт, и. о. пастора) |
| 1821—1822          | Андерс Йохан Мальмстедт (и. о. пастора)         |
| 1821—1822          | Йохан Йозеф Грюндстрём (адъюнкт)                |
| 1822—1830†         | Андерс Йохан Мелартопеус (настоятель)           |
| 1829—1832          | Отто Вилхелм Мохелл (адъюнкт, и. о. пастора)    |
| 1832—1863†         | Хенрик Август Швиндт (настоятель)               |
| 1833               | Андерс Йохан Мальмстедт (адъюнкт)               |
| 1837—1838          | Карл Хелениус (адъюнкт)                         |
| 1840—1842          | Пауль Теодор Швиндт (адъюнкт)                   |
| 1855               | Йонас Рейнхолд Кавен (адъюнкт)                  |
| 1860—1864          | Фредрик Готтлиб Слёёр (адъюнкт)                 |
| 1863—1864          | Александер Бьёрквист (адъюнкт)                  |
| 1863—1879†         | Йохан Людвиг Николаус Грюндстрём (настоятель)   |
| 1866—1870†         | Йонас Рейнхолд Кавен (адъюнкт)                  |
| 1874—1876          | Мауриц Элениус (адъюнкт)                        |
| 1877—1878†         | Карл Исаак Александер Валлениус (адъюнкт)       |
| 1879—1880          | Матс Эмиль Зиммерман (адъюнкт)                  |
| 1880—1882          | Микко Витикайнен (адъюнкт)                      |
| 1880—1920†         | Стефан Вирканен (настоятель)                    |
| 1883—1885          | Николай Лундаль (адъюнкт)                       |
| 1885—1886          | Карл Аксель Адемар Коски (адъюнкт)              |
| 1887—1889          | Феликс Фридольф Реландер (адъюнкт)              |
| 1889—1895          | Свен Роберт Артур Пиира (адъюнкт)               |
| 1896               | Франс Эро Силандер (адъюнкт)                    |
| 1897—1899          | Франс-Симеон Суокас (адъюнкт)                   |
| 1899—1906          | Йоханнес Сийтонен (адъюнкт)                     |
| 1906—1908          | Ээвертти Пярнянен (адъюнкт)                     |
| 1909—1910          | Аксели Альфонс Каянти (адъюнкт)                 |
| 1910               | Юхани Виркки (адъюнкт)                          |
| 1911—1912          | Онни Оскар Хямяляйнен (адъюнкт)                 |
| 1912               | Эмиль Эдвард Саарниваара (адъюнкт)              |
| 1912—1916          | Аксели Альфонс Каянти (адъюнкт)                 |
| 1917—1919          | Виктор Армас Аавикко (адъюнкт)                  |
| 1920—1938          | Тойво Онни Кело                                 |
| 1920—1937†         | Анти Матиас Ятинен (расстрелян)                 |
| 1937†              | Пиетари Пумалайнен (расстрелян)                 |

## Фото

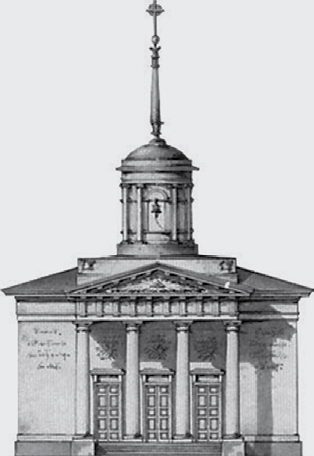
Проект кирхи прихода Скворицы
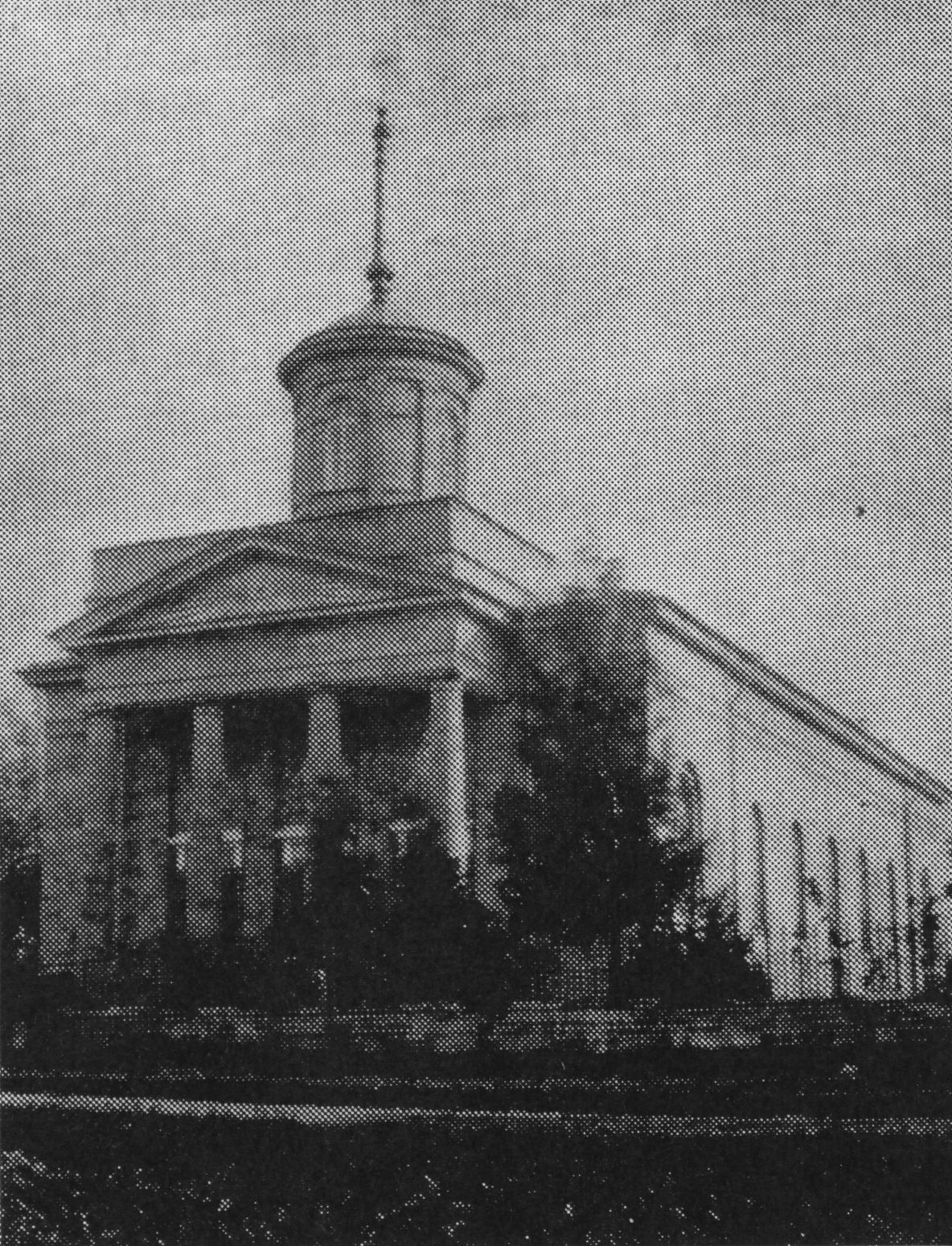
Кирха св. Екатерины. Фото начала XX века
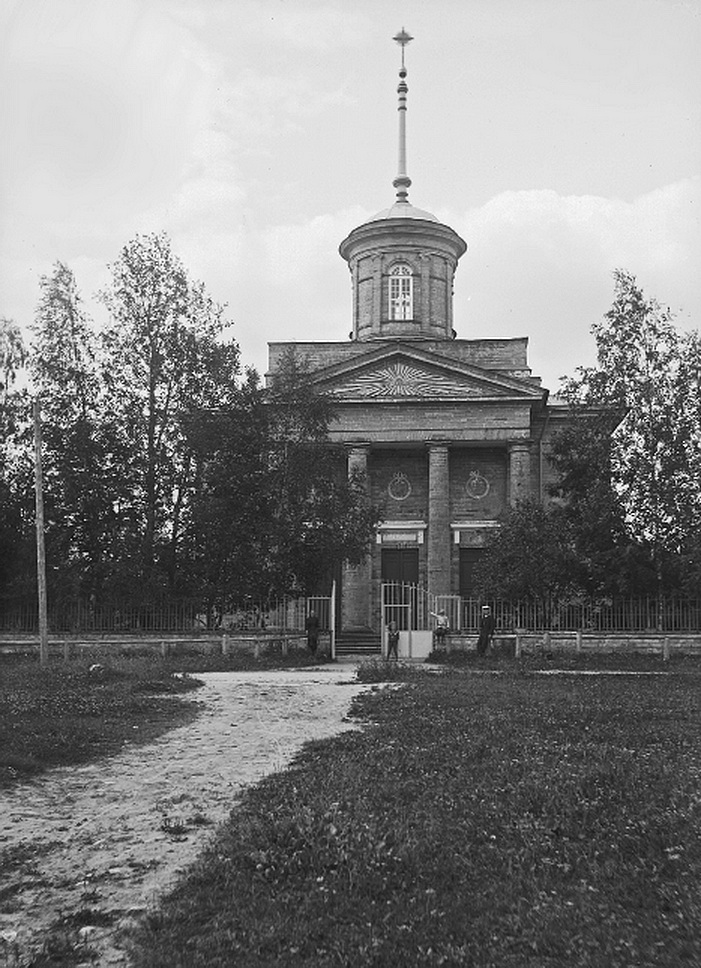
Кирха св. Екатерины. 1911 год
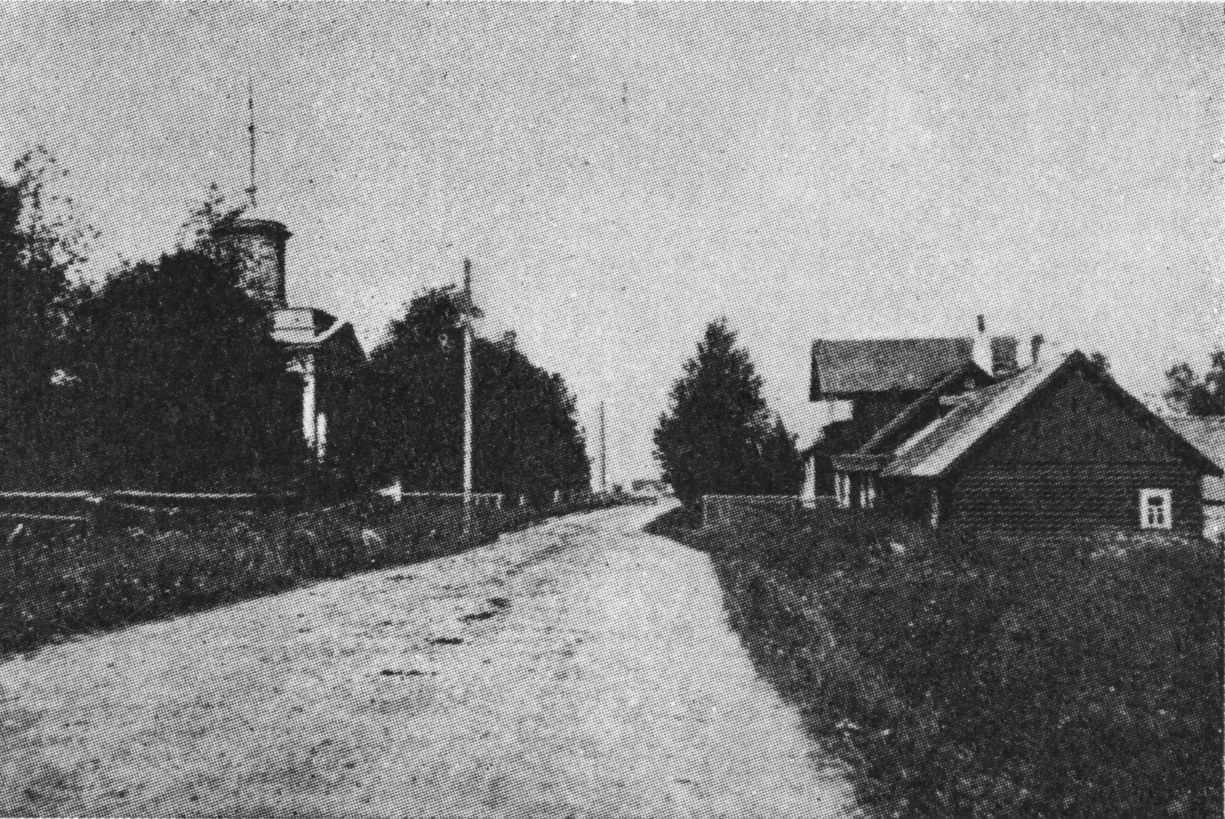
Кирха св. Екатерины. Открытка начала XX века
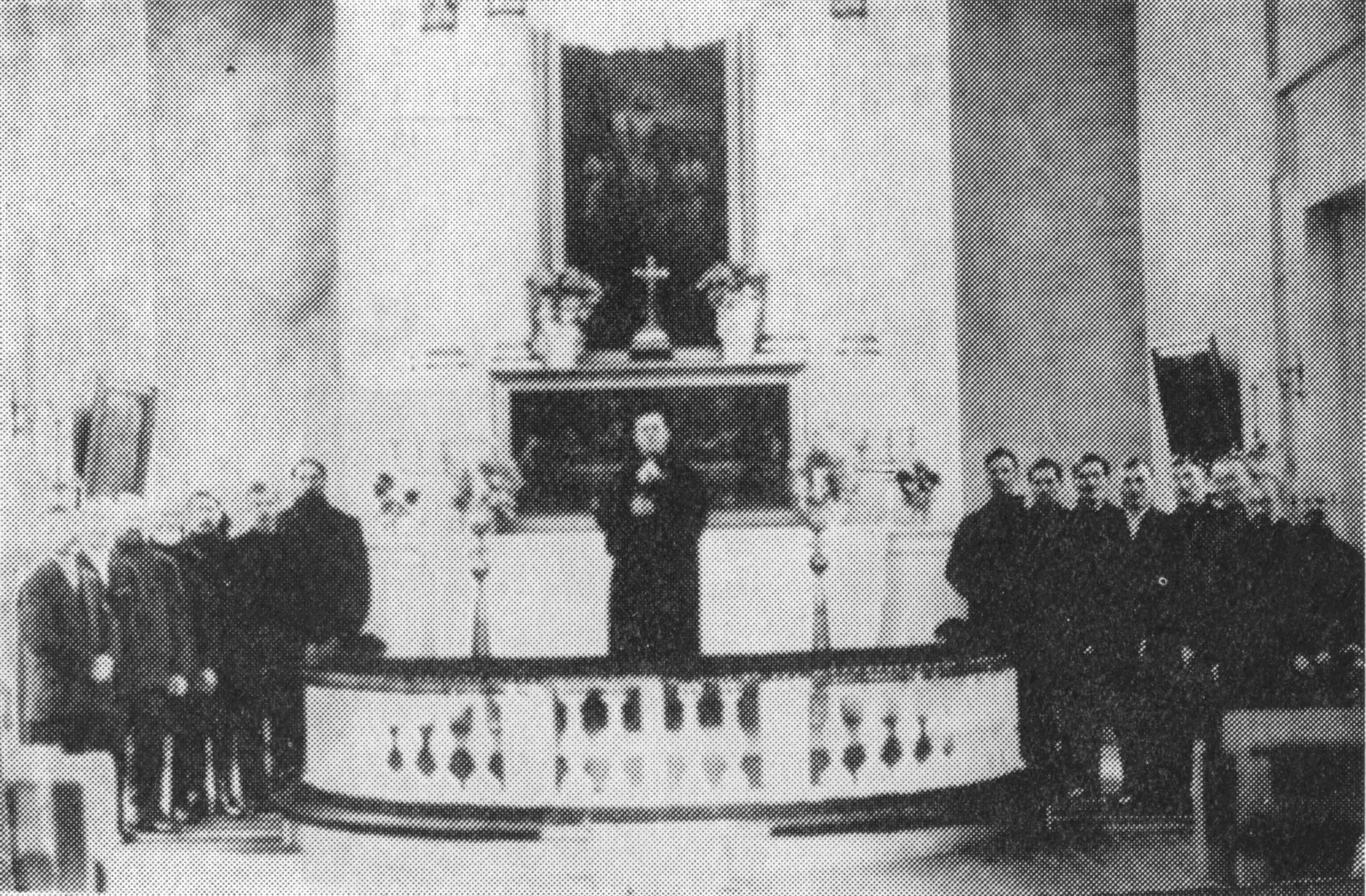
Интерьер кирхи св. Екатерины. Фото начала XX века
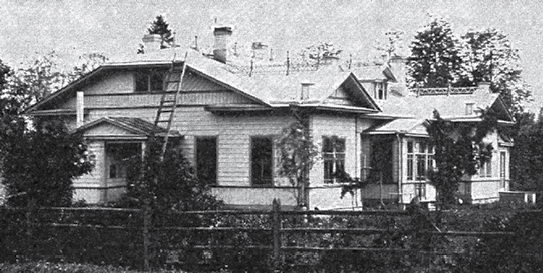
Пасторат кирхи св. Екатерины. Фото начала XX века
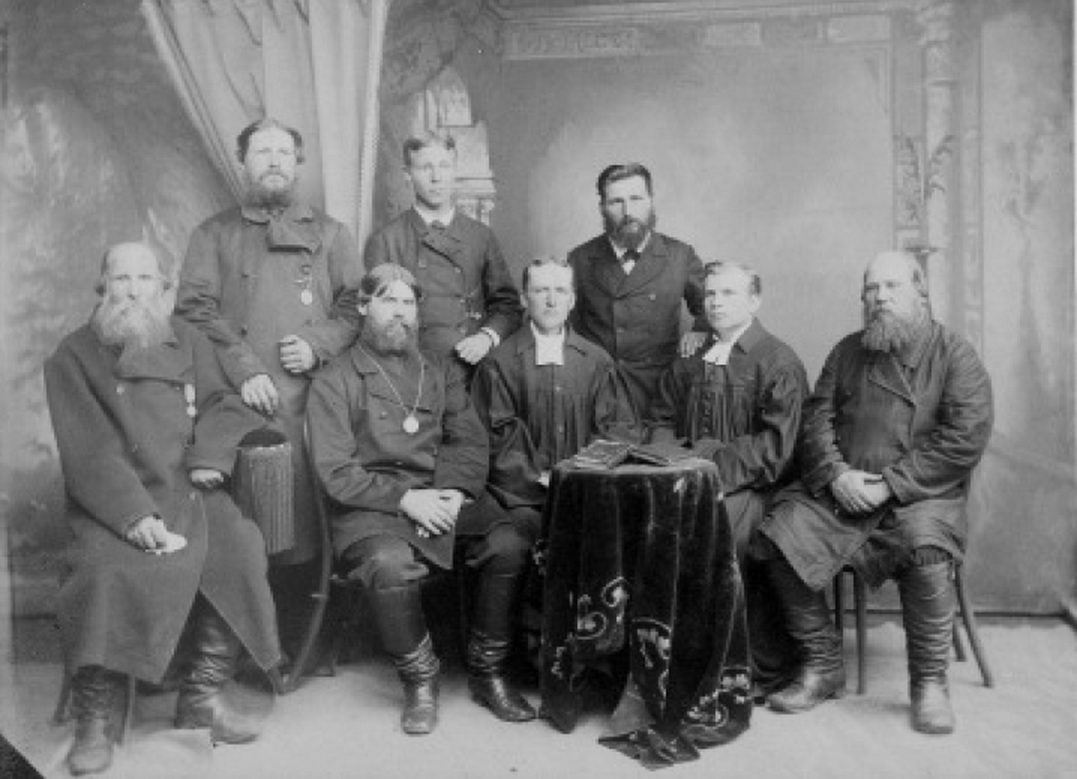
Церковный совет прихода Скворица. Фото 1920 года
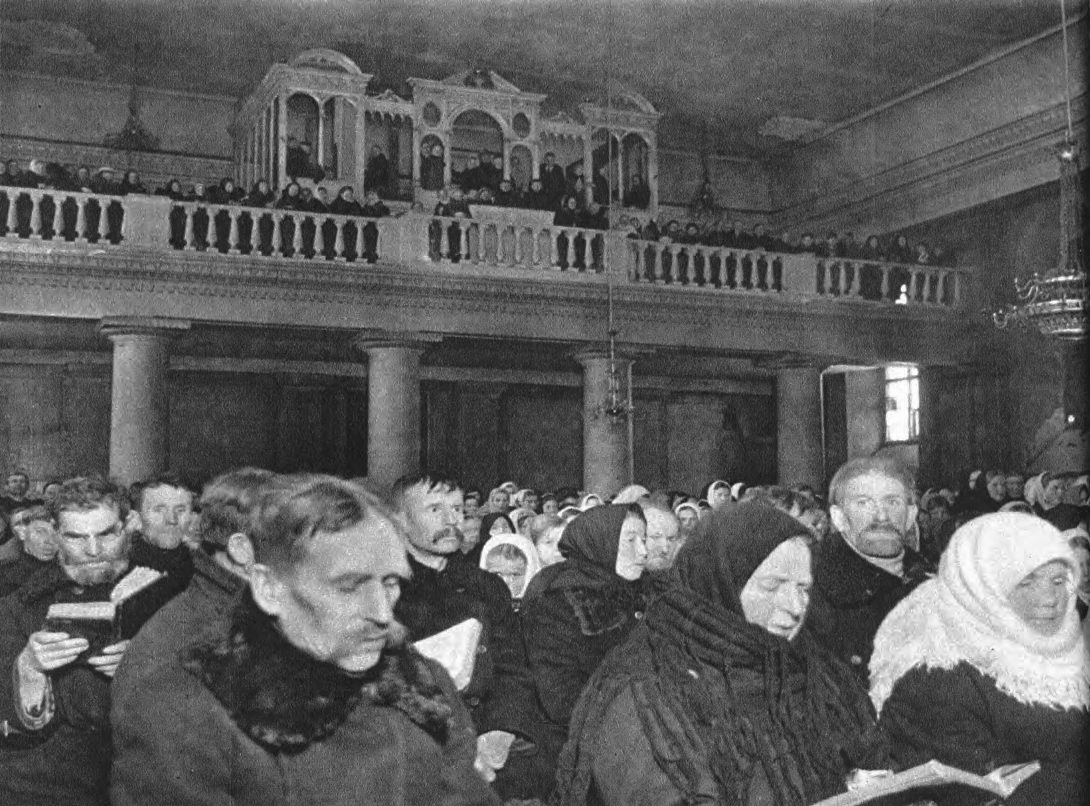
Интерьер кирхи св. Екатерины. Фото 1943 года